# Mas Noguera
El Mas Noguera és un mas situat al municipi de Camarles a la comarca catalana del Baix Ebre.